# Piritoo

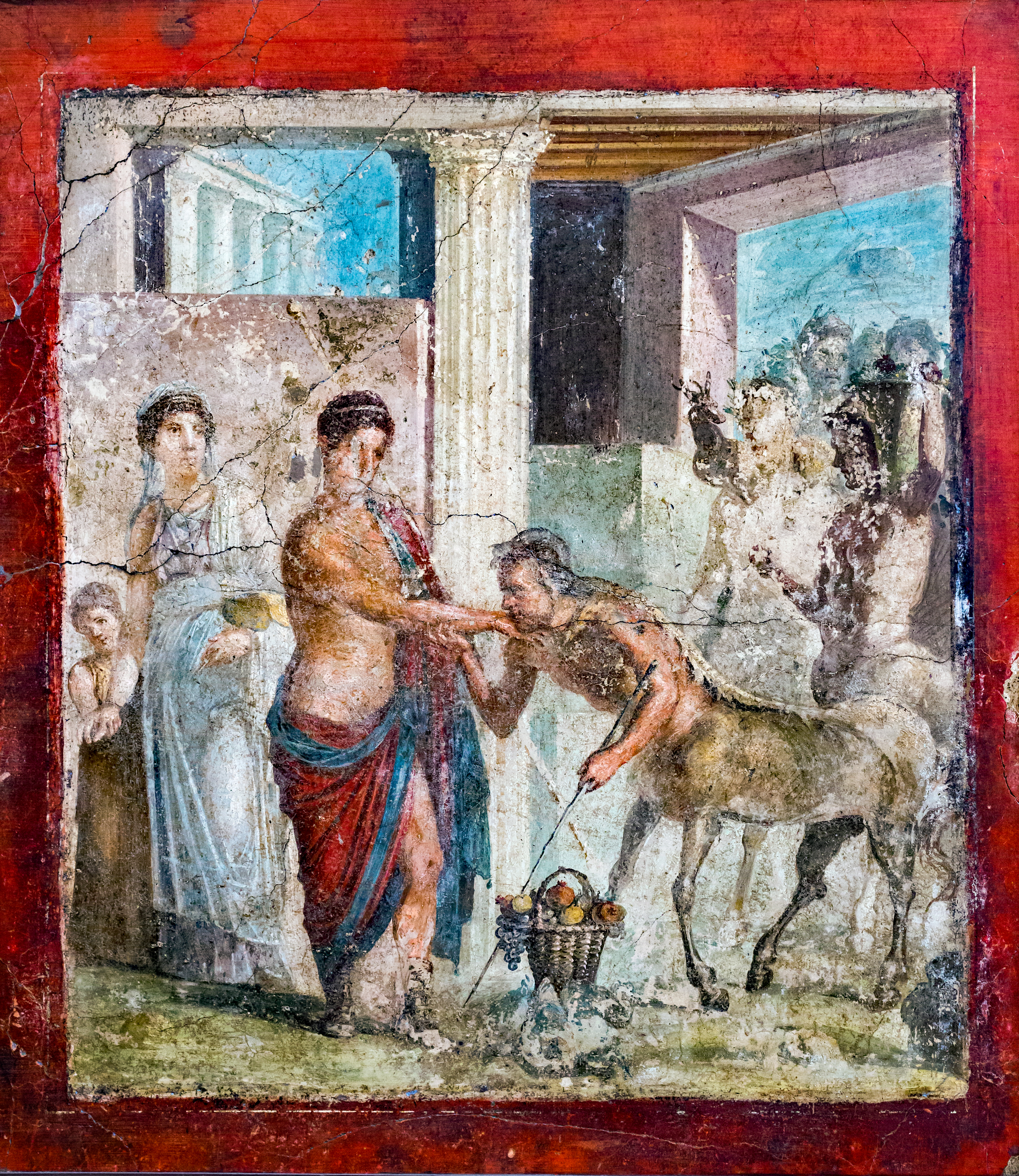
Piritoo, affresco rinvenuto nella casa di Gaio Rufo a Pompei e conservato al Museo archeologico nazionale di Napoli

Piritoo (in greco antico: Πειρίθοος?, Peiríthoos) è un personaggio della mitologia greca. Fu un re dei Lapiti e viveva nella città di Larissa in Tessaglia.

## Genealogia
Figlio di Issione e di Dia, Omero invece, nell'Iliade lo fa concepire da Zeus. Era fratellastro di Euritione e fu sposo di Ippodamia e padre di Polipete.

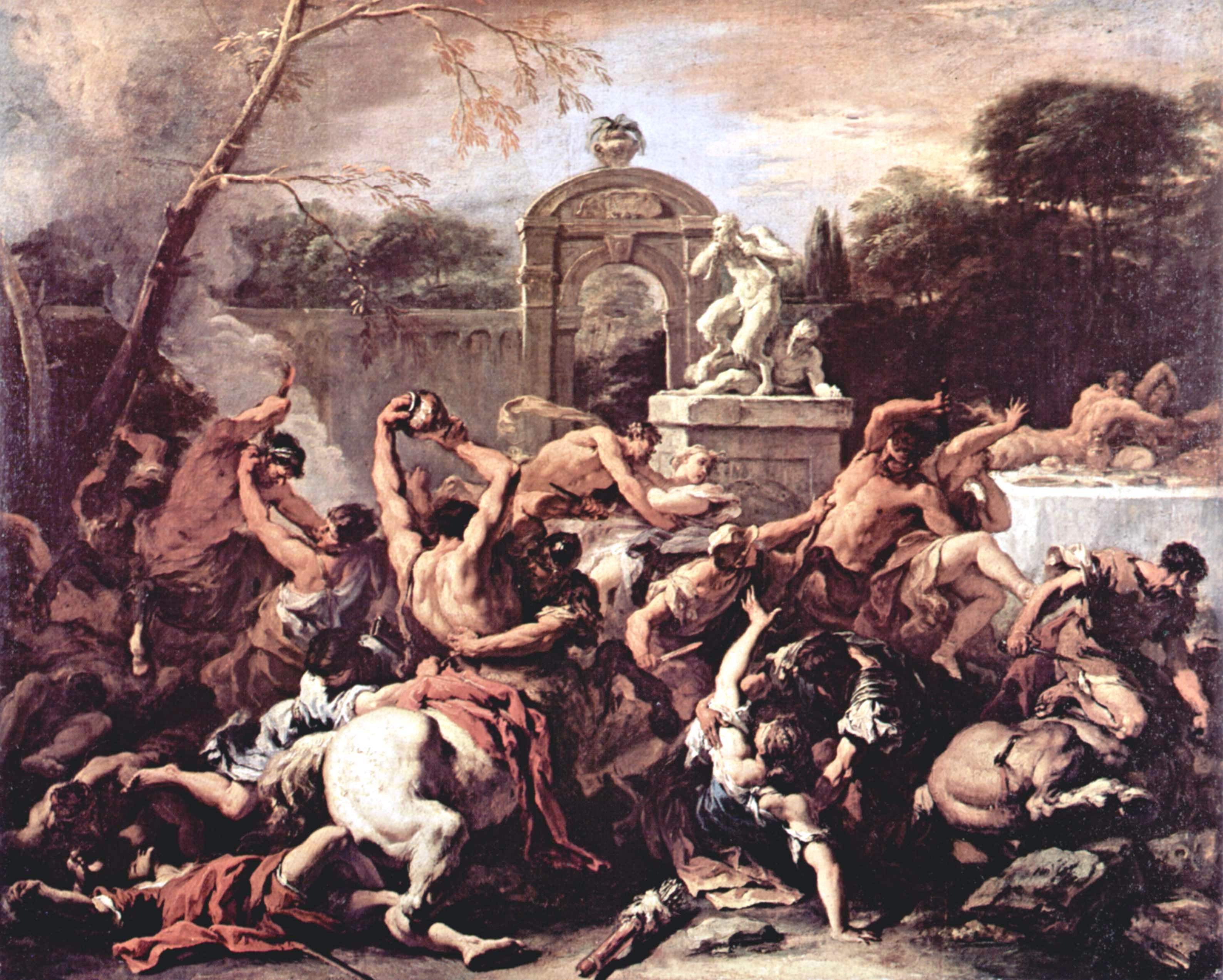
Combattimento dei Centauri e dei Lapiti di Sebastiano Ricci

## Mitologia
Partecipò alla spedizione degli Argonauti alla ricerca del vello d'oro e fu un grande amico di Teseo. Durante il suo matrimonio con Ippodamia, figlia di Bute, Piritoo invitò alle nozze i centauri che ubriacatisi cercarono di molestare la sposa. Nella guerra che seguì fu aiutato da Teseo e dai Lapiti e una volta vinta scacciò il re dei centauri Euritione e i suoi seguaci dal monte Pelio e dall'intera Tessaglia. 
Dopo la morte di Ippodamia (che morì poco dopo la nascita di Polipete)si recò nell'oltretomba insieme a Teseo nel tentativo di rapire Persefone ma il dio Ade li fece sedere su due troni di pietra che si rivelarono essere i seggi dell'oblio.
Quando Eracle scese negli inferi per rapire Cerbero li incontrò e liberò Teseo ma non poté fare altrettanto con Piritoo poiché la terra iniziò a tremare, segno che per gli dèi inferi il Lapita doveva restare nell'Ade. 
Secondo Virgilio, Teseo dopo la morte fu nuovamente condannato a sedersi sul trono dell'oblio da Ade (e stavolta per sempre), mentre Piritoo oltre a non essere stato liberato in precedenza da Eracle, rimase incollato sul seggio fino alla morte terrena, dopodiché, sempre nel Tartaro, venne condannato a sostare sotto una rupe, sulla cui sommità c'era una pietra in bilico, sempre sul punto di cadergli addosso.